# 西道仙
西 道仙（にし どうせん、1836年 - 1913年7月10日）は明治時代のジャーナリスト・政治家・教育家・医者。本名は喜大。別号は琴石。西家は代々、肥後（熊本県）で医を業とする。西周の一族にとっては本家にあたるという。

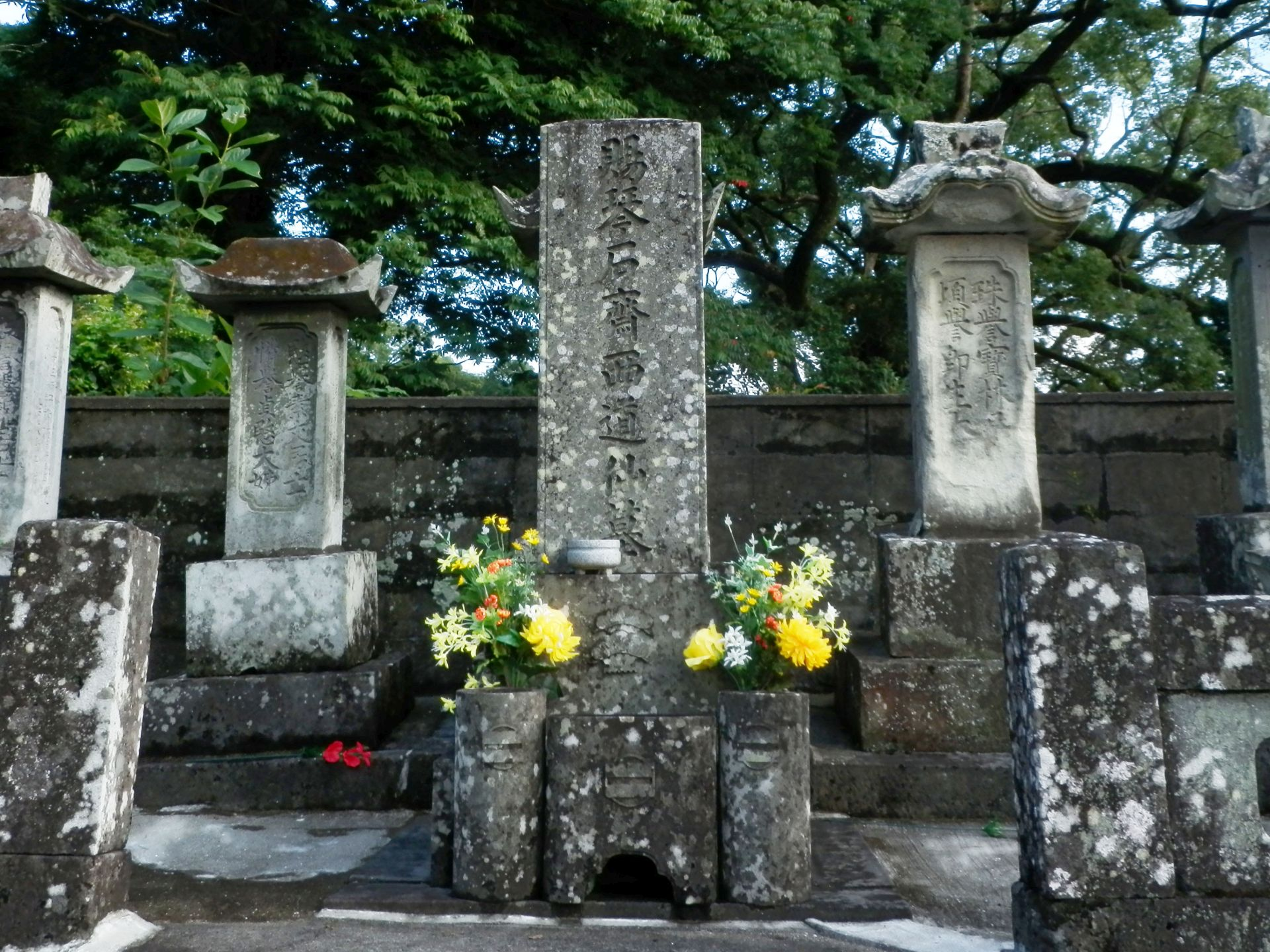
西道仙の墓

## 略伝
肥後国天草（現・熊本県天草）に生まれる。17歳の時に帆足万里に学ぶが、同じ年に祖父・父とともに急逝したため学資が続かず、医家に居候しながら医術を学び、代診をつとめたりして各地を転々とする。1863年に長崎の酒屋町で医者を開業するとともに、読み書きを児童に教え生計を支える。その頃の弟子に後の漢学者・足立敬亭がいる。1873年に瓊林学館という私塾を長崎の桶屋町・光永寺に開く。瓊林学館は谷口藍田という漢学者を館長に迎えるとともに、イギリス人デントを英語教授に招き、道仙自らは督学となり、生徒300名を数えた。
その頃から道仙は新聞発行を計画し、1876年2月に復刊された『長崎新聞』の編集長となる。そこで投書にスペースを多くとる編集を行い、民衆・民生を重視する立場をとり、次第に民権思想を明らかに示すようになった。1877年1月に『西海新聞』と改称し、郡区町村会を開くよう建議し、国会急進論を7回連載したことが新聞紙条例に触れ、1ヶ月の私宅禁固に処された。
1878年2月に西海新聞社を去り、『長崎自由新聞』を創刊し、自ら社長となった。その年には西南戦争が進行中であり、道仙は西郷隆盛をひそかに応援するつもりがあったという。9月24日に西郷らが城山で自殺するにおよび、翌月に道仙は会を催し、課題詩を賦していわく
- 孤軍奮闘 囲みを破って還る
- 一百里程 堅塁の間
- 吾が剣已に摧（お）れ 吾が馬斃る
- 秋風骨を埋む 故山の山

この詩はすぐに『長崎自由新聞』に掲載され、後年になって徳生還が『古今名家詩抄』を編纂したときに誤って、南洲の作として採録したため、西郷隆盛の城山での絶詩として広く知られるようになった。西郷が敗れてから気落ちした道仙は、『長崎自由新聞』を廃刊しようとしたが、社員の懇請により発行を続けたという。
1879年3月に東京へ行き、三条実美・成島柳北・勝海舟・大沼枕山などを訪問する。長崎に帰り、西南戦争について事実と違う書が出回っているのを『近時筆陣』を書いて批判しようとしたが、この出版は官憲に許されなかった。その年末に公選により長崎区長になり「これぞ自治制の基礎」と喜び、1日出勤しただけで辞職する。1892年に「長崎文庫」を創立し、古文書を蒐集、発刊した。町会議員・区会議員・区会議長・市会議員・医師会会長を歴任し、激しい反対を押し切って水道敷設を実現した。晩年には門を閉じて人を避け、ひたすら読書にふける日々を送り、かたわら求められるままに長崎市中に多くの金石文を残し、78歳で没する。墓所は長崎市寺町大音寺墓域。